# Lothar Schünemann
Lothar Schünemann (* 2. April 1938 in Pillgram) ist ein ehemaliger deutscher Endurosportler.
Er gewann bei der Internationalen Sechstagefahrt 1964 mit dem Simson-Quartett die Internationale Silbervase. 1965 avancierte Schünemann zum punktbesten Einzelfahrer aller Six-Days-Teilnehmer. 1967 gewann er den Europacup – Vorläufer der Europameisterschaft im Motorrad-Geländesport. Außerdem errang er noch fünf nationale Titel.

## Sportlicher Werdegang
Beim MC Potsdam in Ludwigsfelde begann Lothar Schünemann 1958 auf einer 350-cm³-Jawa mit dem Motorrad-Geländesport. Über Dynamo Potsdam kam er 1961 zum MC Dynamo Erfurt. 
1964 sattelte der Kfz-Elektrikmeister von MZ auf die 75-cm³-Simson um. In jenem Jahr gewann Schünemann bei seiner zweiten Internationalen Sechstagefahrt in Erfurt mit dem Team die Internationale Silbervase. Ein Jahr darauf wurde er bei den Six Days auf der Isle of Man punktbester Einzelfahrer des gesamten 299-köpfigen Feldes – er war „The man of the Trial“, bei dieser wahrscheinlich schwersten Sechstagefahrt aller Zeiten. 
1966 wechselte Schünemann als Werksfahrer in die Simson-Sportabteilung, für die er bis 1972 antrat. Einen weiteren Höhepunkt seiner Karriere brachte das Jahr 1967. Als Vorläufer der Europameisterschaft wurde ein Europacup ausgetragen. Schünemann gewann diesen in der 75-cm³-Klasse. Es folgten noch drei Bronze-Ränge bei den Europameisterschaften 1968 bis 1971. Bis dahin als Werksfahrer nicht gewertet, errang er die ersten beiden DDR-Meistertitel 1968 und 1971 auf der 75-cm³-Simson. 1973 wechselte Schünemann zum MC Dynamo Suhl auf das kleinere Motorrad mit 50 cm³. Damit holte er sich noch drei weitere nationale Meisterschaften. In seiner 20-jährigen aktiven Laufbahn nahm Schünemann an 13 Internationalen Sechstagefahrten teil und brachte davon neun Gold- und zwei Silbermedaillen mit nach Hause. Bei „Rund um Zschopau“ 1978 ging er das letzte Mal an den Start.